# 1分入魂
『1分入魂』（いっぷんにゅうこん）は、日本テレビで2022年（令和4年）4月9日から6月25日まで毎週土曜 0:30 - 0:59（金曜深夜）に放送されていたバラエティ番組である。

## 出演者

### 司会者
- GENERATIONS from EXILE TRIBE

### レギュラー
- チョコレートプラネット
- 岡田結実

### 進行
- 滝菜月（日本テレビアナウンサー）

## 放送リスト
| 回        | 放送日時                    | 内容 | ゲスト           | 備考 |
| --------- | --------------------------- | ---- | ---------------- | ---- |
| 特番第1弾 | 2021年7月25日 12:45 - 13:45 |      | 岡田結実         |      |
| 特番第2弾 | 2022年1月3日 23:30 - 0:25   |      | 森川葵、生見愛瑠 |      |
| 1         | 2022年4月9日 1:15 - 1:44    |      | 中条あやみ       |      |
| 2         | 2022年4月16日 0:30 - 0:59   |      |                  |      |

## ネット局

### レギュラー版
- 全編ローカルセールス枠のため、日本テレビ以外の通常時同時ネットとする局でも自主編成の都合上臨時に遅れネットまたは非ネットに変更することがある一方、通常時非ネットとする局でも臨時同時ネットで放送する場合がある。

| 放送対象地域   | 放送局                | 系列           | 放送日時                      | 放送期間       | ネット状況 |
| -------------- | --------------------- | -------------- | ----------------------------- | -------------- | ---------- |
| 関東広域圏     | 日本テレビ（NTV）     | 日本テレビ系列 | 土曜 0:30 - 0:59 （金曜深夜） | 2022年4月9日 - | 【制作局】 |
| 青森県         | 青森放送（RAB）       | 日本テレビ系列 | 土曜 0:30 - 0:59 （金曜深夜） | 2022年4月9日 - | 同時ネット |
| 岩手県         | テレビ岩手（TVI）     | 日本テレビ系列 | 土曜 0:30 - 0:59 （金曜深夜） | 2022年4月9日 - | 同時ネット |
| 宮城県         | ミヤギテレビ（MMT）   | 日本テレビ系列 | 土曜 0:30 - 0:59 （金曜深夜） | 2022年4月9日 - | 同時ネット |
| 福島県         | 福島中央テレビ（FCT） | 日本テレビ系列 | 土曜 0:30 - 0:59 （金曜深夜） | 2022年4月9日 - | 同時ネット |
| 新潟県         | テレビ新潟（TeNY）    | 日本テレビ系列 | 土曜 0:30 - 0:59 （金曜深夜） | 2022年4月9日 - | 同時ネット |
| 長野県         | テレビ信州（TSB）     | 日本テレビ系列 | 土曜 0:30 - 0:59 （金曜深夜） | 2022年4月9日 - | 同時ネット |
| 静岡県         | 静岡第一テレビ（SDT） | 日本テレビ系列 | 土曜 0:30 - 0:59 （金曜深夜） | 2022年4月9日 - | 同時ネット |
| 富山県         | 北日本放送（KNB）     | 日本テレビ系列 | 土曜 0:30 - 0:59 （金曜深夜） | 2022年4月9日 - | 同時ネット |
| 石川県         | テレビ金沢（KTK）     | 日本テレビ系列 | 土曜 0:30 - 0:59 （金曜深夜） | 2022年4月9日 - | 同時ネット |
| 中京広域圏     | 中京テレビ（CTV）     | 日本テレビ系列 | 土曜 0:30 - 0:59 （金曜深夜） | 2022年4月9日 - | 同時ネット |
| 鳥取県・島根県 | 日本海テレビ（NKT）   | 日本テレビ系列 | 土曜 0:30 - 0:59 （金曜深夜） | 2022年4月9日 - | 同時ネット |
| 香川県・岡山県 | 西日本放送（RNC）     | 日本テレビ系列 | 土曜 0:30 - 0:59 （金曜深夜） | 2022年4月9日 - | 同時ネット |
| 高知県         | 高知放送（RKC）       | 日本テレビ系列 | 土曜 0:30 - 0:59 （金曜深夜） | 2022年4月9日 - | 同時ネット |
| 福岡県         | 福岡放送（FBS）       | 日本テレビ系列 | 土曜 0:30 - 0:59 （金曜深夜） | 2022年4月9日 - | 同時ネット |
| 長崎県         | 長崎国際テレビ（NIB） | 日本テレビ系列 | 土曜 0:30 - 0:59 （金曜深夜） | 2022年4月9日 - | 同時ネット |

### 2022年年末SP
| 放送対象地域   | 放送局                | 系列                          | 放送日時                      | ネット状況 |
| -------------- | --------------------- | ----------------------------- | ----------------------------- | ---------- |
| 関東広域圏     | 日本テレビ（NTV）     | 日本テレビ系列                | 2022年12月30日 23:59 - 翌0:54 | 制作局     |
| 北海道         | 札幌テレビ（STV）     | 日本テレビ系列                | 2022年12月30日 23:59 - 翌0:54 | 同時ネット |
| 青森県         | 青森放送（RAB）       | 日本テレビ系列                | 2022年12月30日 23:59 - 翌0:54 | 同時ネット |
| 岩手県         | テレビ岩手（TVI）     | 日本テレビ系列                | 2022年12月30日 23:59 - 翌0:54 | 同時ネット |
| 宮城県         | ミヤギテレビ（MMT）   | 日本テレビ系列                | 2022年12月30日 23:59 - 翌0:54 | 同時ネット |
| 秋田県         | 秋田放送（ABS）       | 日本テレビ系列                | 2022年12月30日 23:59 - 翌0:54 | 同時ネット |
| 新潟県         | テレビ新潟（TeNY）    | 日本テレビ系列                | 2022年12月30日 23:59 - 翌0:54 | 同時ネット |
| 長野県         | テレビ信州（TSB）     | 日本テレビ系列                | 2022年12月30日 23:59 - 翌0:54 | 同時ネット |
| 静岡県         | 静岡第一テレビ（SDT） | 日本テレビ系列                | 2022年12月30日 23:59 - 翌0:54 | 同時ネット |
| 富山県         | 北日本放送（KNB）     | 日本テレビ系列                | 2022年12月30日 23:59 - 翌0:54 | 同時ネット |
| 石川県         | テレビ金沢（KTK）     | 日本テレビ系列                | 2022年12月30日 23:59 - 翌0:54 | 同時ネット |
| 中京広域圏     | 中京テレビ（CTV）     | 日本テレビ系列                | 2022年12月30日 23:59 - 翌0:54 | 同時ネット |
| 鳥取県・島根県 | 日本海テレビ（NKT）   | 日本テレビ系列                | 2022年12月30日 23:59 - 翌0:54 | 同時ネット |
| 広島県         | 広島テレビ（HTV）     | 日本テレビ系列                | 2022年12月30日 23:59 - 翌0:54 | 同時ネット |
| 山口県         | 山口放送（KRY）       | 日本テレビ系列                | 2022年12月30日 23:59 - 翌0:54 | 同時ネット |
| 徳島県         | 四国放送（JRT）       | 日本テレビ系列                | 2022年12月30日 23:59 - 翌0:54 | 同時ネット |
| 香川県・岡山県 | 西日本放送（RNC）     | 日本テレビ系列                | 2022年12月30日 23:59 - 翌0:54 | 同時ネット |
| 福岡県         | 福岡放送（FBS）       | 日本テレビ系列                | 2022年12月30日 23:59 - 翌0:54 | 同時ネット |
| 長崎県         | 長崎国際テレビ（NIB） | 日本テレビ系列                | 2022年12月30日 23:59 - 翌0:54 | 同時ネット |
| 大分県         | テレビ大分（TOS）     | 日本テレビ系列 フジテレビ系列 | 2022年12月30日 23:59 - 翌0:54 | 同時ネット |

## スタッフ
- 企画・演出:須原翔
- 企画・プロデューサー:杉山直樹
- 演出:大矢啓太（極東電視台）、藤野研介
- ナレーター:朝倉崇
- 構成:桜井慎一、河口ワタル、藤井靖大
- TM:小椋敏宏
- SW:小林宏義
- CAM:髙木静香
- 音声:梓沢曜平
- VE:三崎美貴
- 美術プロデューサー:木村武史
- 美術協力:日テレアート
- デザイン:熊崎真知子、佐藤裕乃
- 照明:村上洋平
- 大道具:武井俊幸
- 小道具:森川望実
- 電飾:佐藤勉
- メイク:奥松かつら
- 編集:江川武尊、隈野季世華
- MA:元木綾美
- CG:平池優太、田中香帆
- 音効:高取謙
- イラスト:内田美桜、民谷沙耶
- ロケCAM:玉木大周（極東電視台）、石井邦彦
- 技術協力:NiTRo、ヌーベルアージュ、EAT
- TK:奈良里美
- 制作デスク:阿部絵里子
- ディレクター:北見大地、本間雄二郎、梅津聡真、岩井香奈依、久保田葵、井村祥大、古田ほなみ、石田理佳
- プロデューサー:岡﨑成美（Call）、神野友里（極東電視台）、木根奨太
- チーフプロデューサー:松本京子（2022年6月3日-）
- 制作協力:極東電視台、Call
- 製作著作:日本テレビ

### 過去のスタッフ（レギュラー）
- チーフプロデューサー:川邊昭宏（2022年5月27日まで）

### 過去のスタッフ（特番）
- ナレーター:木村昴（第1,2回）
- カメラ:小野寺康敏（極東電視台、第2回）、東沙也加（第1,2回）
- 音声:長島大輔（第1回）、松橋利行（第2回）
- 美術プロデューサー:稲本浩（第1,2回）
- スチール:飯岡拓也（第1回）
- イラスト:熊田信穂美（第1,2回）
- ロケCAM:山本啓太、玉木政成、山内新太（NiTRo）、玉木大周（極東電視台）、池田亮（山本・山内・池田→第1,2回、玉木政・玉木大→第2回、玉木大→第1回はカメラ）
- ロケ音声(第2回):富永純代、佐々木信哉（共に第2回）
- ドローン撮影:福澤健二
- 技術協力:テレビ信州エンタープライズ（第1回）
- 制作デスク:阿部絵里子（第2回、第1回はデスク）
- AD:竹下砂羅、岩崎怜（共に第1回）
- ディレクター(第2回):猪股睦基、村木美衣菜、若竹美那依（共に第2回）
- AP:高橋宏美（第1回）
- プロデューサー:飯田知佳（第1回）、木根奨太（第2回、第1回はAP）